# Championnat des Samoa de football 2009-2010
Navigation
Édition suivante
La saison 2009-2010 du Championnat des Samoa de football est la 31e édition du championnat national, appelé la Samoa Premier League. La compétition regroupe les douze meilleures formations de l'archipel, qui s'affrontent à deux reprises, en matchs aller-retour.
C'est le Moaula United FC qui termine en tête du championnat avec cinq points d'avance sur le club de Cruz Azul et huit sur le Kiwi Football Club. Il s'agit du tout premier titre de champion des Samoa de l'histoire du club. 

## Participants
- Kiwi Football Club
- Vaivase-Tai Football Club
- Moaula United FC
- Cruz Azul FC
- Moataa Soccer Club
- Apia Youth FC
- Togafuafua Saints
- Goldstar Sogi FC
- Adidas Soccer Club
- Strickland Brothers Lepea
- Central United FC - Promu de D2
- USP Soccer Club

## Compétition

### Classement final
Le classement est établi sur le barème de points classique (victoire à 3 points, match nul à 1, défaite à 0). 
| Rang | Équipe                    | Pts | J  | G  | N | P  | Bp | Bc | Diff |
| ---- | ------------------------- | --- | -- | -- | - | -- | -- | -- | ---- |
| 1    | Moaula United FC          | 55  | 20 | 18 | 1 | 1  | 90 | 26 | +64  |
| 2    | Cruz Azul FC              | 50  | 20 | 16 | 2 | 2  | 68 | 27 | +41  |
| 3    | Kiwi Football ClubC       | 47  | 20 | 15 | 2 | 3  | 70 | 20 | +50  |
| 4    | Goldstar Sogi FC          | 38  | 20 | 11 | 5 | 4  | 44 | 29 | +15  |
| 5    | Apia Youth FC             | 30  | 20 | 9  | 3 | 8  | 51 | 45 | +6   |
| 6    | Adidas Soccer Club        | 24  | 20 | 7  | 3 | 10 | 44 | 57 | -13  |
| 7    | Vaivase-Tai Football Club | 23  | 20 | 6  | 5 | 9  | 34 | 45 | -11  |
| 8    | Togafuafua Saints         | 16  | 20 | 5  | 1 | 14 | 37 | 80 | -43  |
| 9    | Moataa Soccer Club        | 15  | 20 | 4  | 3 | 13 | 24 | 42 | -18  |
| 10   | Strickland Brothers Lepea | 15  | 20 | 5  | 0 | 15 | 28 | 65 | -37  |
|      | Central United FCP exclu  | 6   | 11 | 2  | 0 | 9  | 20 | 44 | -24  |
|      | USP Soccer Club exclu     | 1   | 11 | 0  | 1 | 10 | 12 | 42 | -30  |

|  | Champion des Samoa 2009-2010                                 |
|  | Retrogradation en deuxième division                          |
|  | C : Vainqueur de la Coupe des Samoa P : Promu de Fes Divisen |

- Central United et USP Soccer Club sont exclus du championnat à la fin de la phase aller.

## Bilan de la saison
| Championnat des Samoa de football 2009-2010 |                              |
| Champion                                    | Moaula United FC (1er titre) |
| Coupes et trophées                          |                              |
| Vainqueur de la Coupe des Samoa 2009-2010   | Kiwi Football Club           |
| Qualifications continentales                |                              |
| Ligue des champions de l'OFC 2010-2011      | Aucun                        |
| Promotions et relégations                   |                              |
| Promus en Samoa Premier League              | Aucun                        |
| Relégués en First Division                  | Central United               |
| Relégués en First Division                  | USP Soccer Club              |